# Haughton (Louisiana)
Haughton is een plaats (town) in de Amerikaanse staat Louisiana, en valt bestuurlijk gezien onder Bossier Parish.

## Demografie
Bij de volkstelling in 2000 werd het aantal inwoners vastgesteld op 2792.
In 2006 is het aantal inwoners door het United States Census Bureau geschat op 2999, een stijging van 207 (7,4%).

## Geografie
Volgens het United States Census Bureau beslaat de plaats een oppervlakte van
10,9 km², geheel bestaande uit land.

## Plaatsen in de nabije omgeving
De onderstaande figuur toont nabijgelegen plaatsen in een straal van 20 km rond Haughton.